# Cantonul Aups
Cantonul Aups este un canton din arondismentul Brignoles, departamentul Var, regiunea Provence-Alpes-Côte d'Azur, Franța.

## Comune
- Aiguines
- Aups (reședință)
- Baudinard-sur-Verdon
- Bauduen
- Les Salles-sur-Verdon
- Vérignon